# Laro Setién
Laro Gabriel Setién Lozano (sinh ngày 8 tháng 4 năm 1995) cầu thủ bóng đá người Tây Ban Nha đang chơi cho UE Sant Andreu ở vị trí tiền vệ.

## Sự nghiệp
Sinh ra ở Santander, Cantabria, Laro là sản phẩm của lò đào tạo trẻ của CD Lugo. Anh ra mắt chính thức cho đội hình chính của Galicians vào ngày 16 tháng 10 năm 2013, anh thay thế Víctor Marco trong trận thua 0-1 trên sân khách trước Recivo del Huelva ở Copa del Rey mùa giải 2013-14.
Vào ngày 6 tháng 8 năm 2014, Laro thử việc tại Burgos CF. Tuy nhiên, không có gì xảy ra và anh chuyển đến Racing de Santander vào cuối tháng, được chỉ định vào Tercera División.
Laro đã ghi bàn thắng đầu tiên của mình cho Racing B vào ngày 29 tháng 8 năm 2014, ghi bàn thứ ba trong trận thắng 4-0 trước CD Bezana. Vào tháng 9 năm 2016, đội thăng hạng lên Segunda División B.
Vào ngày 30 tháng 12 năm 2016, Laro chuyển đến đội bóng Racing de Ferrol sau khi cắt đứt quan hệ với Verdiblancos. Ngày 27 tháng 5 sau đó, anh gia nhập Córdoba CF B ở Third division.

## Đời tư
Cha của Laro, Quique Setién, cũng là một cầu thủ bóng đá và một tiền vệ, và sau đó là một người quản lý. Ông ấy quản lý FC Barcelona. Ông nội của anh ấy, ông Jose Antonio Lozano cũng là một cầu thủ bóng đá, và tất cả đều từng chơi cho Racing.